# На добраніч, містере Том
«На добраніч, містере Том» (англ. Goodnight Mister Tom) — роман англійської письменниці Мішель Магоріан, вперше опублікований у 1981 році. Події роману відбуваються під час Другої світової війни та розповідають про евакуйованого хлопчика, який знаходить новий дім у сільській місцевості Англії. Книга здобула численні нагороди та була адаптована для театру і телебачення.

## Сюжет
У вересні 1939 року, на початку Другої світової війни, восьмирічного Вільяма Біча евакуюють з Лондона до села Літл-Вірволд в Оксфордширі. Там його поселяють до літнього вдівця Тома Оклі, який веде самітницький спосіб життя. Спочатку Том неохоче приймає хлопчика, але з часом між ними виникає глибокий зв'язок. Вільям, який зазнав жорстокого поводження з боку матері, поступово відкривається новому життю, знаходить друзів і розвиває свої таланти.
Однак, коли мати викликає Вільяма назад до Лондона, його життя знову опиняється під загрозою. Том, відчуваючи, що з хлопчиком щось не так, вирушає до столиці, де знаходить Вільяма у жахливому стані. Після цього Том усиновлює хлопчика, і вони разом повертаються до села, де Вільям продовжує одужувати та зростати в любові та турботі.

## Нагороди
- Премія газети «The Guardian» за дитячу художню літературу (1982)
- Міжнародна премія асоціації читання (1982)
- Почесна відзнака Медалі Карнегі (1981)